# Naturschutzgebiet Emsaue (MS-013)
Das Naturschutzgebiet Emsaue (MS-013) liegt auf dem Gebiet der kreisfreien Stadt Münster in Nordrhein-Westfalen.
Das aus drei Teilflächen bestehende Gebiet erstreckt sich nordöstlich der Kernstadt Münster und östlich von Gelmer, einem Stadtteil von Münster, entlang der am nördlichen und östlichen Rand fließenden Ems. Durch das Gebiet hindurch fließt die Werse und verläuft die B 481, westlich fließt der Dortmund-Ems-Kanal. Östlich erstreckt sich das 63 ha große Naturschutzgebiet Große Bree.

## Bedeutung
Für Münster ist seit 1991 ein 132,385 ha großes Gebiet unter der Kenn-Nummer MS-013 als Naturschutzgebiet ausgewiesen. Das Gebiet wurde unter Schutz gestellt 
- zur Erhaltung und Wiederherstellung einer durchgehenden, weitgehend naturnahen Flussauenlandschaft als Hauptachse eines Biotopverbundes von landesweiter Bedeutung, insbesondere durch Selbstentwicklung
- zur Erhaltung, Selbstentwicklung und Förderung von Lebensgemeinschaften oder Lebensstätten bestimmter, zum Teil stark gefährdeter bzw. vom Aussterben bedrohter, wildlebender Pflanzen- und Tierarten insbesondere von 
  - Wat-, Wiesen- und Wasservögeln, Reptilien, Amphibien, Fischen, Libellen und Wasserinsekten
  - seltenen, zum Teil stark gefährdeten Pflanzengesellschaften und Pflanzenarten der Gewässer, der Röhrichte, Großseggenrieder und Hochstaudenfluren, des Feucht- und Nassgrünlandes, der Magerweide und -wiesen, der Sandtrockenrasen sowie der natürlichen Vegetation der Weich- und Hartholzaue.